# Limogiature
Les limogiatures sont une production textile de la ville de Limoges, connue dès le XIIe siècle, ville qui offre alors, en sus de la production ordinaire, une production d’ouvrages fins et de grande renommée, faite d'étoffes d’or et d’argent à laquelle elle donnera son nom.